# Nova Versió Internacional
La Nova Versió Internacional (NVI) és una traducció de la Bíblia en espanyol i portuguès. Aquesta versió està traduïda directament de les fonts en hebreu, arameu i grec.

## Base textual
La base de manuscrits per a l'Antic Testament utilitzats son el Text Hebreu Masorètic de la Bíblia Hebraica Stuttgartensia. Altres textos consultats son els Manuscrits de la Mar Morta, el Pentateuc Samarità, i altres textos d'Àquila, Símac i Teodoció, la Vulgata, la Peixitta, el Tàrgum, i per als Salms, els Juxta Hebreus de Jerònim. La base de manuscrits per al Nou Testament va ser l'edició en grec Koiné de les Societats Bíbliques Unides i de Novum Testamentum Graece. Els llibres deuterocanònics no estan inclosos en la traducció.

## Edició en anglès
La Nova Versió Internacional (NIV per les seves sigles en anglès) té el seu origen en un projecte de traducció de l'Associació Nacional d'Evangèlics dels Estats Units el 1957. El 1967, Bíblica en va assumir la responsabilitat del projecte contractant un equip de 15 experts de diverses denominacions evangèliques i de diversos països per a la traducció dels manuscrits més antics.
El Nou Testament va ser publicat el 1973 per Zondervan a Estats Units, i la Bíblia completa el 1978.
La Nova Versió Internacional és una de les versions actualment més difoses de la Bíblia, s'han venut més de 450 milions de còpies solament de la seva traducció a l'anglès.

## Edicions en altres idiomes
L'any 1979 es va publicar el Nou Testament de la NVI en castellà, traduït directament de l'anglès.
El 1999 el comitè de traducció de la Bíblia, encapçalat pels doctors René Padilla i Luciano Jaramillo, va dur a terme una traducció directament des dels manuscrits històrics a l'espanyol, evitant completament l'anglès, i va produir la Bíblia completa en espanyol, seguida d'una traducció al portuguès al 2001.S'han publicat edicions bilingües i triligues de la Bíblia NVI.
El 2022, la Nova Versió Internacional Text Revisat va ser publicada, buscant una millor fluïdesa del llenguatge, sent menys literal i canviant alguns versets per a afavorir l'exegesi protestant.